# Rácz Gyula

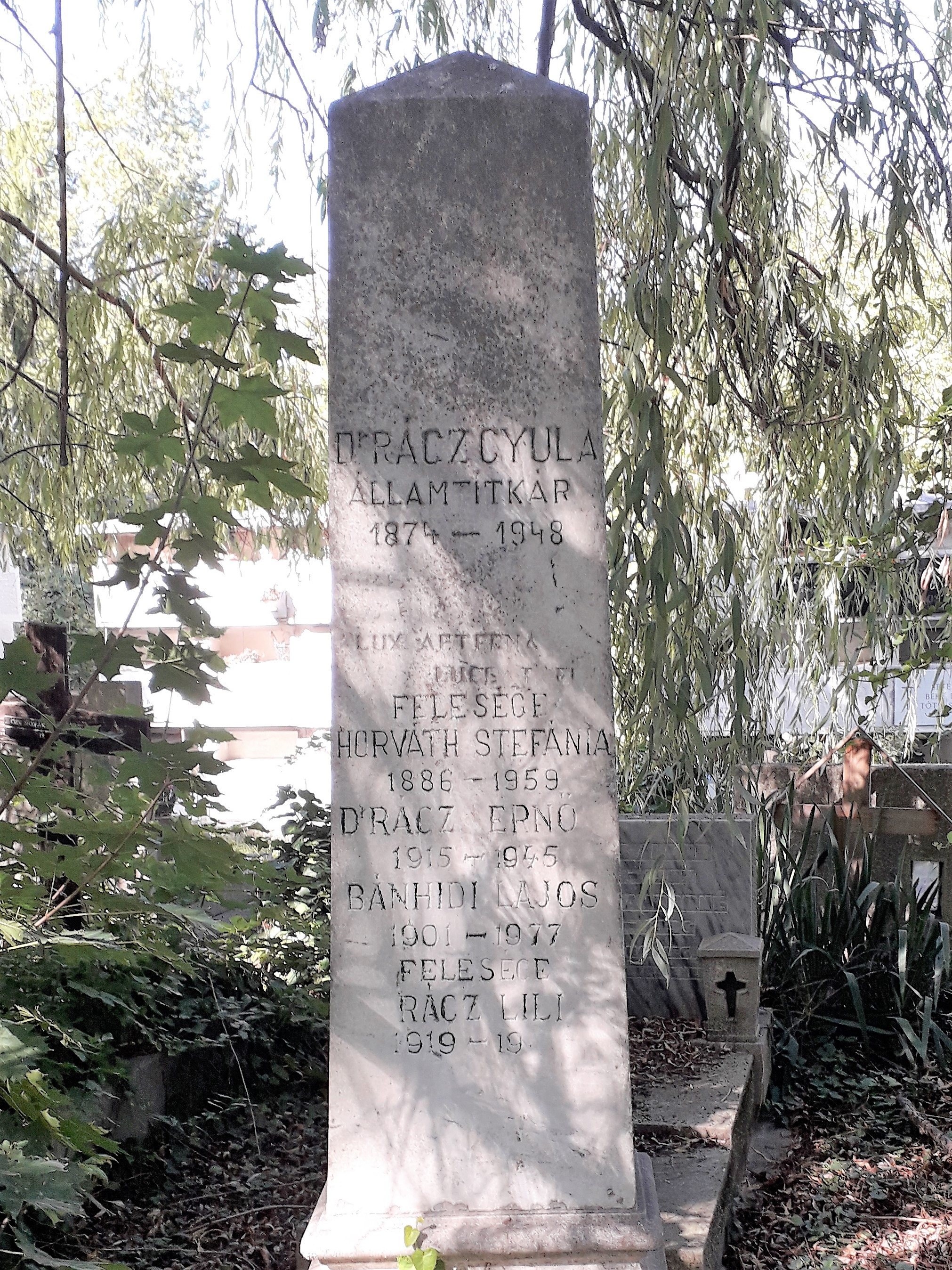
Dr. Rácz Gyula családi síremléke Farkasréti temető: 40-1/73

Rácz Gyula (Hódmezővásárhely, 1874. december 25. – Budapest, Józsefváros, 1948. november 3.) közgazdasági író, statisztikus, földművelésügyi államtitkár.

## Életútja
Rácz Antal és Csarmaz Lídia fiaként született. Kolozsvárott szerezte meg bölcsészdoktori oklevelét, ezután hosszabb nyugat-európai tanulmányútra indult. 1909 és 1915 között a Fővárosi Könyvtárban dolgozott mint könyvtáros, majd a Fővárosi Statisztikai Hivatalban volt titkár. Az SZDP 1907. évi kongresszusán kiküldött bizottság tagjaként volt jelen, ahol Szabó Ervinnel és Dániel Arnolddal közösen kidolgozott egy agrárprogramot dolgozott ki, amely felvetette a szocializálandó nagybirtokok kisbérletként való kiosztását. Ezt a tervezetet azonban pártvezetőség nem bocsátotta megvitatásra. 1917-ben bejutott a választójogi minisztériumba, később pedig a miniszterelnökségre. 1918 decemberétől 1920-ban történt nyugdíjazásáig földművelésügyi államtitkár volt. A Társadalomtudományi Társaság egyik megalapítója és egy ideig főtitkára volt.
Halálát szívkoszorúér-rögösödés okozta. Felesége Horváth Stefánia volt.
A Farkasréti temetőben nyugszik, obeliszk őrzi emlékét. [40. parcella, 1/73]

## Fontosabb művei
- Gazdasági önállóság és Magyarország helyzete a világgazdaságban és világpolitikában (Bp., 1905)
- A magyar földbirtokosság anyagi pusztulása (Bp., 1906)
- Pusztuló Magyarország (Bp., 1909)
- A német gyarmatosítás történelmi kialakulása és annak okai (Bp., 1909)
- A választójog és Magyarország erőviszonyai (Bp., 1910)
- Budapest székesfőváros pénzügyei, 1874 – 1912 (Bp., 1914)